# UEFA Europa Conference League 2022-2023 (fase a gironi)
La fase a gironi della UEFA Europa Conference League 2022-2023 si è disputata tra l'8 settembre e il 3 novembre 2022. Hanno partecipato a questa fase della competizione 32 club: 16 di essi si sono qualificati alla successiva fase a eliminazione diretta, che condurrà alla finale di Praga del 7 giugno 2023.

## Date
| Fase          | Sorteggio                                 | Turno            | Data              |
| ------------- | ----------------------------------------- | ---------------- | ----------------- |
| Fase a gironi | 26 agosto 2022, ore 14:30 CEST (Istanbul) | Prima giornata   | 8 settembre 2022  |
| Fase a gironi | 26 agosto 2022, ore 14:30 CEST (Istanbul) | Seconda giornata | 15 settembre 2022 |
| Fase a gironi | 26 agosto 2022, ore 14:30 CEST (Istanbul) | Terza giornata   | 6 ottobre 2022    |
| Fase a gironi | 26 agosto 2022, ore 14:30 CEST (Istanbul) | Quarta giornata  | 13 ottobre 2022   |
| Fase a gironi | 26 agosto 2022, ore 14:30 CEST (Istanbul) | Quinta giornata  | 27 ottobre 2022   |
| Fase a gironi | 26 agosto 2022, ore 14:30 CEST (Istanbul) | Sesta giornata   | 3 novembre 2022   |

## Formato
In ogni gruppo le squadre si affrontano secondo la formula del girone all'italiana. La prima classificata di ciascun gruppo accede agli ottavi di finale della fase a eliminazione diretta. La seconda classificata accede agli spareggi della fase a eliminazione diretta. La terza e la quarta classificata sono eliminate.
Nel caso che due o più squadre finiscano a pari punti nel girone, vengono adottati i seguenti criteri in ordine di importanza per stabilire le posizioni nella classifica finale del gruppo:
1. Il maggior numero di punti ottenuti negli scontri diretti fra le squadre finite a pari punti;
2. Nel caso di ulteriore parità: la migliore differenza reti negli scontri diretti fra le squadre finite a pari punti;
3. Nel caso di ulteriore parità: il maggior numero di reti segnate negli scontri diretti fra le squadre finite a pari punti;
4. Nel caso di ulteriore parità si prendono in esame tutte le partite disputate nel gruppo, comprese quelle con le squadre che non sono finite a pari punti;
5. La migliore differenza reti in tutte le partite disputate nel gruppo;
6. Nel caso di ulteriore parità: il maggior numero di reti segnate in tutte le partite disputate nel gruppo;
7. Nel caso di ulteriore parità: il maggior numero di reti segnate in tutte le partite disputate fuori casa nel gruppo;
8. Nel caso di ulteriore parità: il maggior numero di vittorie conseguite in tutte le partite disputate nel gruppo;
9. Nel caso di ulteriore parità: il maggior numero di vittorie conseguite in tutte le partite disputate fuori casa nel gruppo;
10. Nel caso di ulteriore parità avranno una migliore classifica le squadre con meno punti di penalità derivanti dai cartellini gialli e rossi ricevuti durante le partite della fase a gironi: 3 punti per ogni cartellino rosso, 1 punto per ogni cartellino giallo e 3 punti per l'espulsione dovuta a due cartellini gialli;
11. Nel caso di ulteriore parità avranno una migliore classifica le squadre con il miglior coefficiente UEFA.

## Squadre
| Legenda                                                                      |
| ---------------------------------------------------------------------------- |
| Primi classificati (agli ottavi di finale della fase a eliminazione diretta) |
| Secondi classificati (agli spareggi della fase a eliminazione diretta)       |
| Terzi e quarti classificati (eliminati)                                      |

| Squadre             | Coeff  |
| Urna 1              | Urna 1 |
| ------------------- | ------ |
| Villarreal          | 78.000 |
| Basilea             | 55.000 |
| Slavia Praga        | 52.000 |
| AZ Alkmaar          | 28.500 |
| Gent                | 27.500 |
| İstanbul Başakşehir | 25.000 |
| Partizan            | 24.500 |
| West Ham Utd        | 21.328 |

| Squadre            | Coeff  |
| Urna 2             | Urna 2 |
| ------------------ | ------ |
| CFR Cluj           | 19.500 |
| Molde              | 19.000 |
| FCSB               | 17.500 |
| Fiorentina         | 15.380 |
| Colonia            | 15.042 |
| Hapoel Be'er Sheva | 14.000 |
| Apollōn Limassol   | 14.000 |
| Slovan Bratislava  | 13.000 |

| Squadre         | Coeff  |
| Urna 3          | Urna 3 |
| --------------- | ------ |
| Nizza           | 12.016 |
| Anderlecht      | 11.500 |
| Žalgiris        | 8.000  |
| Austria Vienna  | 7.770  |
| Hearts          | 7.380  |
| Shamrock Rovers | 7.000  |
| Sivasspor       | 6.500  |
| Vaduz           | 6.500  |

| Squadre     | Coeff  |
| Urna 4      | Urna 4 |
| ----------- | ------ |
| Dnipro-1    | 6.360  |
| Lech Poznań | 6.000  |
| Slovácko    | 5.560  |
| Silkeborg   | 5.435  |
| Djurgården  | 4.575  |
| P'yownik    | 4.250  |
| RFS Riga    | 4.000  |
| Ballkani    | 1.633  |

## Sorteggio
| Gruppo | 1ª fascia           | 2ª fascia          | 3ª fascia       | 4ª fascia   |
| ------ | ------------------- | ------------------ | --------------- | ----------- |
| A      | İstanbul Başakşehir | Fiorentina         | Hearts          | RFS Riga    |
| B      | West Ham Utd        | FCSB               | Anderlecht      | Silkeborg   |
| C      | Villarreal          | Hapoel Be'er Sheva | Austria Vienna  | Lech Poznań |
| D      | Partizan            | Colonia            | Nizza           | Slovácko    |
| E      | AZ Alkmaar          | Apollōn Limassol   | Vaduz           | Dnipro-1    |
| F      | Gent                | Molde              | Shamrock Rovers | Djurgården  |
| G      | Slavia Praga        | CFR Cluj           | Sivasspor       | Ballkani    |
| H      | Basilea             | Slovan Bratislava  | Žalgiris        | P'yownik    |

## Risultati

### Gruppo A
| Squadra             | Pt | G | V | N | P | GF | GS | DG  |
| ------------------- | -- | - | - | - | - | -- | -- | --- |
| İstanbul Başakşehir | 13 | 6 | 4 | 1 | 1 | 14 | 3  | +11 |
| Fiorentina          | 13 | 6 | 4 | 1 | 1 | 14 | 6  | +8  |
| Hearts              | 6  | 6 | 2 | 0 | 4 | 6  | 16 | -10 |
| RFS Riga            | 2  | 6 | 0 | 2 | 4 | 2  | 11 | -9  |

| Arbitro: | Pavel Orel |

|           |           |          |
| Barák 56’ | Marcatori | 74’ Ilić |

| Arbitro: | Krzysztof Jakubik |

|  |           |                                                   |
|  | Marcatori | 26’ Kaldırım 67’ Ndayishimiye 75’ Okaka 82’ Özcan |

| Arbitro: | Aleksandar Stavrev |

|  |           |                                    |
|  | Marcatori | 43’ (rig.) Shankland 90+3’ Forrest |

| Arbitro: | Guillermo Cuadra Fernández |

|                            |           |  |
| Gürler 57’, 71’ Traoré 90’ | Marcatori |  |

| Arbitro: | Erik Lambrechts |

|  |           |                                    |
|  | Marcatori | 4’ Mandragora 42’ Kouamé 79’ Jović |

| Riga 6 ottobre 2022, ore 21:00 CEST 3ª giornata | RFS Riga      | 0 – 0 referto | İstanbul Başakşehir | Stadio Skonto (5 154 spett.)\| Arbitro: \| Radu Petrescu \| |
| Arbitro:                                        | Radu Petrescu |               |                     |                                                             |

| Arbitro: | Philip Farrugia |

|                          |           |  |
| Türüç 11’ Okaka 45’, 72’ | Marcatori |  |

| Arbitro: | Ivan Bebek |

|                                                         |           |              |
| Jović 6’ Biraghi 22’ González 32’, 79’ (rig.) Barák 38’ | Marcatori | 47’ Humphrys |

| Arbitro: | Allard Lindhout |

|                |           |             |
| Jović 26’, 61’ | Marcatori | 14’ Aleksić |

| Arbitro: | Bram Van Driessche |

|                           |           |                    |
| Shankland 3’ Halliday 12’ | Marcatori | 39’ Friesenbichler |

| Arbitro: | Mads-Kristoffer Kristoffersen |

|  |           |                                    |
|  | Marcatori | 7’ Barák 44’ Cabral 45+2’ Saponara |

| Arbitro: | Goga Kikacheishvili |

|                                      |           |              |
| Ndayishimiye 4’ Gürler 33’ Özcan 64’ | Marcatori | 90’ Atkinson |

### Gruppo B
| Squadra      | Pt | G | V | N | P | GF | GS | DG  |
| ------------ | -- | - | - | - | - | -- | -- | --- |
| West Ham Utd | 18 | 6 | 6 | 0 | 0 | 13 | 4  | +9  |
| Anderlecht   | 8  | 6 | 2 | 2 | 2 | 6  | 5  | +1  |
| Silkeborg    | 6  | 6 | 2 | 0 | 4 | 12 | 7  | +5  |
| FCSB         | 2  | 6 | 0 | 2 | 4 | 3  | 18 | -15 |

| Arbitro: | István Vad |

|                  |           |  |
| Silva 80’ (rig.) | Marcatori |  |

| Arbitro: | Benoît Bastien |

|                                          |           |            |
| Bowen 69’ (rig.) Emerson 74’ Antonio 90’ | Marcatori | 34’ Cordea |

| Bucarest 15 settembre 2022, ore 21:00 CEST 2ª giornata | FCSB               | 0 – 0 referto | Anderlecht | Arena Națională (29 613 spett.)\| Arbitro: \| Sebastian Gishamer \| |
| Arbitro:                                               | Sebastian Gishamer |               |            |                                                                     |

| Arbitro: | Fábio Veríssimo |

|                       |           |                                            |
| Kusk 5’ Tengstedt 75’ | Marcatori | 13’ (rig.) Lanzini 25’ Scamacca 38’ Dawson |

| Arbitro: | Novak Simović |

|  |           |              |
|  | Marcatori | 79’ Scamacca |

| Arbitro: | Mykola Balakin |

|                                                                 |           |  |
| Klynge 3’ Kusk 7’ Helenius 35’ (rig.) Þórðarson 58’ Adamsen 71’ | Marcatori |  |

| Arbitro: | Nick Walsh |

|  |           |                                                      |
|  | Marcatori | 12’ Kusk 16’ Klynge 63’ Tengstedt 68’, 70’ Jørgensen |

| Arbitro: | Willy Delajod |

|                        |           |                     |
| Benrahma 14’ Bowen 30’ | Marcatori | 89’ (rig.) Esposito |

| Arbitro: | Manfredas Lukjančukas |

|                                |           |                       |
| Verschaeren 38’ Vertonghen 75’ | Marcatori | 60’ Compagno 82’ Dawa |

| Arbitro: | Joni Hyytiä |

|                    |           |  |
| Lanzini 24’ (rig.) | Marcatori |  |

| Arbitro: | Sascha Stegemann |

|  |           |                                  |
|  | Marcatori | 40’, 65’ Fornals 56’ (aut.) Dawa |

| Arbitro: | Daniele Chiffi |

|  |           |                          |
|  | Marcatori | 20’ Refaelov 90+4’ Raman |

### Gruppo C
| Squadra            | Pt | G | V | N | P | GF | GS | DG  |
| ------------------ | -- | - | - | - | - | -- | -- | --- |
| Villarreal         | 13 | 6 | 4 | 1 | 1 | 14 | 9  | +5  |
| Lech Poznań        | 9  | 6 | 2 | 3 | 1 | 12 | 7  | +5  |
| Hapoel Be'er Sheva | 7  | 6 | 1 | 4 | 1 | 8  | 5  | +3  |
| Austria Vienna     | 2  | 6 | 0 | 2 | 4 | 2  | 15 | -13 |

| Arbitro: | Ali Palabıyık |

|                                           |           |                                 |
| Chukwueze 32’ Baena 36’, 40’ Coquelin 89’ | Marcatori | 2’ Skóraś 47’ (rig.), 61’ Ishak |

| Vienna 8 settembre 2022, ore 18:45 CEST 1ª giornata | Austria Vienna | 0 – 0 referto | Hapoel Be'er Sheva | Franz Horr Stadion (9 400 spett.)\| Arbitro: \| Horațiu Feșnic \| |
| Arbitro:                                            | Horațiu Feșnic |               |                    |                                                                   |

| Arbitro: | William Collum |

|            |           |                              |
| Hatuel 63’ | Marcatori | 28’ (rig.) Morales 67’ Baena |

| Arbitro: | Peter Kjærsgaard |

|                                     |           |               |
| Ishak 27’ Skóraś 64’ Velde 76’, 90’ | Marcatori | 29’ Braunöder |

| Poznań 6 ottobre 2022, ore 18:45 CEST 3ª giornata | Lech Poznań  | 0 – 0 referto | Hapoel Be'er Sheva | Stadio municipale (17 283 spett.)\| Arbitro: \| Tamás Bognár \| |
| Arbitro:                                          | Tamás Bognár |               |                    |                                                                 |

| Arbitro: | Jochem Kamphuis |

|                                             |           |  |
| Baena 18’ Danjuma 43’ Morales 76’, 80’, 88’ | Marcatori |  |

| Arbitro: | Georgi Kabakov |

|  |           |             |
|  | Marcatori | 87’ Jackson |

| Arbitro: | Ruddy Buquet |

|                 |           |              |
| Hemed 9’ (rig.) | Marcatori | 44’ Szymczak |

| Arbitro: | Juxhin Xhaja |

|                           |           |                               |
| Chukwueze 57’ Danjuma 70’ | Marcatori | 48’ (rig.) Hemed 79’ Yehezkel |

| Arbitro: | Darren England |

|           |           |           |
| Keles 69’ | Marcatori | 48’ Ishak |

| Arbitro: | Nathan Verboomen |

|                           |           |  |
| Velde 27’ Skóraś 51’, 77’ | Marcatori |  |

| Arbitro: | Elchin Masiyev |

|                                                        |           |  |
| Yehezkel 29’ Safouri 33’ Shechter 63’ Handl 73’ (aut.) | Marcatori |  |

### Gruppo D
| Squadra  | Pt | G | V | N | P | GF | GS | DG |
| -------- | -- | - | - | - | - | -- | -- | -- |
| Nizza    | 9  | 6 | 2 | 3 | 1 | 8  | 7  | +1 |
| Partizan | 9  | 6 | 2 | 3 | 1 | 9  | 7  | +2 |
| Colonia  | 8  | 6 | 2 | 2 | 2 | 8  | 8  | 0  |
| Slovácko | 5  | 6 | 1 | 2 | 3 | 8  | 11 | -3 |

| Arbitro: | Rob Harvey |

|                             |           |                            |
| Kalabiška 5’, 19’ Kozák 83’ | Marcatori | 47’, 53’ Diabaté 62’ Gomes |

| Arbitro: | Luís Godinho |

|                   |           |            |
| Delort 62’ (rig.) | Marcatori | 19’ Tigges |

| Arbitro: | Andrew Madley |

|             |           |          |
| Diabaté 60’ | Marcatori | 2’ Bryan |

| Arbitro: | Jevhen Aranovs'kyj |

|                                                |           |                            |
| Adamyan 10’ Dietz 42’ Ljubicic 65’ (rig.), 74’ | Marcatori | 49’ Kalabiška 52’ Petržela |

| Arbitro: | Julian Weinberger |

|  |           |          |
|  | Marcatori | 54’ Pépé |

| Arbitro: | Ricardo de Burgos Bengoetxea |

|  |           |             |
|  | Marcatori | 9’ Marković |

| Arbitro: | Roi Reinshreiber |

|                       |           |  |
| Diabaté 15’ Gomes 52’ | Marcatori |  |

| Arbitro: | Iwan Arwel Griffith |

|          |           |                        |
| Diop 14’ | Marcatori | 75’ Tomič 86’ Reinberk |

| Arbitro: | Giorgi Kruashvili |

|  |           |                 |
|  | Marcatori | 82’ (rig.) Duda |

| Arbitro: | István Vad |

|                     |           |           |
| Pépé 29’ Lemina 77’ | Marcatori | 74’ Gomes |

| Arbitro: | Paweł Raczkowski |

|                   |           |             |
| Natkho 41’ (rig.) | Marcatori | 73’ Mihálik |

| Arbitro: | Cesar Soto Grado |

|                          |           |                         |
| Huseinbašić 48’ Duda 60’ | Marcatori | 40’ Laborde 43’ Brahimi |

### Gruppo E
| Squadra          | Pt | G | V | N | P | GF | GS | DG |
| ---------------- | -- | - | - | - | - | -- | -- | -- |
| AZ Alkmaar       | 15 | 6 | 5 | 0 | 1 | 12 | 6  | +6 |
| Dnipro-1         | 10 | 6 | 3 | 1 | 2 | 9  | 7  | +2 |
| Apollōn Limassol | 7  | 6 | 2 | 1 | 3 | 5  | 7  | -2 |
| Vaduz            | 2  | 6 | 0 | 2 | 4 | 5  | 11 | -6 |

| Arbitro: | Yigal Frid |

|  |           |            |
|  | Marcatori | 63’ De Wit |

| Vaduz 8 settembre 2022, ore 21:00 CEST 1ª giornata | Vaduz           | 0 – 0 referto | Apollōn Limassol | Rheinpark Stadion (1 188 spett.)\| Arbitro: \| Dumitru Muntean \| |
| Arbitro:                                           | Dumitru Muntean |               |                  |                                                                   |

| Arbitro: | Ádám Farkas |

|            |           |                                 |
| Pittas 57’ | Marcatori | 11’ Rubčyns'kyj 26’, 45’ Dovbyk |

| Arbitro: | Nick Walsh |

|                                                    |           |             |
| Barası 19’ Beukema 81’ Sugawara 90+2’ De Wit 90+5’ | Marcatori | 22’ Goelzer |

| Arbitro: | Fran Jović |

|                           |           |                     |
| Dovbyk 5’ Pichal'onok 78’ | Marcatori | 26’ Fehr 47’ Gasser |

| Arbitro: | Rohit Saggi |

|                                            |           |                        |
| Odgaard 16’ De Wit 62’ (rig.) Karlsson 85’ | Marcatori | 19’ Joosten 71’ Cabral |

| Arbitro: | Morten Krogh |

|             |           |  |
| Roberge 32’ | Marcatori |  |

| Arbitro: | Marian Alexandru Barbu |

|              |           |                          |
| Rastoder 30’ | Marcatori | 25’ Hamache 90+1’ Dovbyk |

| Arbitro: | Donald Robertson |

|            |           |                              |
| Hasler 77’ | Marcatori | 50’ Kerkez 75’ Van Brederode |

| Arbitro: | António Nobre |

|                 |           |  |
| Pichal'onok 39’ | Marcatori |  |

| Arbitro: | Dario Bel |

|             |           |  |
| Roberge 32’ | Marcatori |  |

| Arbitro: | Anastasios Papapetrou |

|                         |           |            |
| Odgaard 8’ Paulidīs 87’ | Marcatori | 40’ Dovbyk |

### Gruppo F
| Squadra         | Pt | G | V | N | P | GF | GS | DG |
| --------------- | -- | - | - | - | - | -- | -- | -- |
| Djurgården      | 16 | 6 | 5 | 1 | 0 | 12 | 6  | +6 |
| Gent            | 8  | 6 | 2 | 2 | 2 | 10 | 6  | +4 |
| Molde           | 7  | 6 | 2 | 1 | 3 | 9  | 10 | -1 |
| Shamrock Rovers | 2  | 6 | 0 | 2 | 4 | 1  | 10 | -9 |

| Molde 8 settembre 2022, ore 21:00 CEST 1ª giornata | Molde          | 0 – 0 referto | Gent | Aker Stadion (4 158 spett.)\| Arbitro: \| Petri Viljanen \| |
| Arbitro:                                           | Petri Viljanen |               |      |                                                             |

| Dublino 8 settembre 2022, ore 21:00 CEST 1ª giornata | Shamrock Rovers        | 0 – 0 referto | Djurgården | Tallaght Stadium (6 330 spett.)\| Arbitro: \| Ívar Orri Kristjánsson \| |
| Arbitro:                                             | Ívar Orri Kristjánsson |               |            |                                                                         |

| Arbitro: | Gergő Bogár |

|                                     |           |                               |
| Doumbouya 50’ Banda 58’ Asoro 90+1’ | Marcatori | 39’ (rig.) Fofana 77’ Breivik |

| Arbitro: | Visar Kastrati |

|                                  |           |  |
| Cuypers 9’ Odjidja-Ofoe 18’, 65’ | Marcatori |  |

| Arbitro: | Miloš Milanović |

|                                  |           |  |
| Brynhildsen 10’, 49’ Hussain 58’ | Marcatori |  |

| Arbitro: | Aljaksej Kul'bakoŭ |

|  |           |               |
|  | Marcatori | 37’ Danielson |

| Arbitro: | Manfredas Lukjančukas |

|                                           |           |                          |
| Holmberg 21’ Wikheim 42’, 46’ Banda 45+4’ | Marcatori | 61’ Depoitre 73’ Cuypers |

| Arbitro: | Dario Bel |

|  |           |                        |
|  | Marcatori | 33’ Fofana 69’ Eriksen |

| Arbitro: | Urs Schnyder |

|                          |           |                                       |
| Brynhildsen 5’ Kaasa 21’ | Marcatori | 44’ Edvardsen 67’ Asoro 76’ Radetinac |

| Arbitro: | Julian Weinberger |

|            |           |          |
| Gaffney 3’ | Marcatori | 74’ Hong |

| Arbitro: | Nick Walsh |

|              |           |  |
| Eriksson 19’ | Marcatori |  |

| Arbitro: | Sebastian Gishamer |

|                                                      |           |  |
| Hjulsager 52’ Godeau 62’ Kums 80’ Cuypers 89’ (rig.) | Marcatori |  |

### Gruppo G
| Squadra      | Pt | G | V | N | P | GF | GS | DG |
| ------------ | -- | - | - | - | - | -- | -- | -- |
| Sivasspor    | 11 | 6 | 3 | 2 | 1 | 11 | 7  | +4 |
| CFR Cluj     | 10 | 6 | 3 | 1 | 2 | 5  | 5  | 0  |
| Slavia Praga | 8  | 6 | 2 | 2 | 2 | 6  | 7  | -1 |
| Ballkani     | 4  | 6 | 1 | 1 | 4 | 8  | 11 | -3 |

| Arbitro: | Urs Schnyder |

|           |           |              |
| Thaçi 65’ | Marcatori | 90+1’ Matias |

| Arbitro: | Fran Jović |

|          |           |             |
| Saba 27’ | Marcatori | 4’ Olayinka |

| Arbitro: | Allard Lindhout |

|  |           |                   |
|  | Marcatori | 28’ (rig.) Gradel |

| Arbitro: | Willy Delajod |

|                                               |           |                           |
| Frashëri 26’ (aut.) Olayinka 34’ Masopust 41’ | Marcatori | 23’ Krasniqi 29’ Korenica |

| Arbitro: | José Luis Munuera Montero |

|                                          |           |                                                  |
| Ulvestad 1’ Yeşilyurt 75’ Yatabaré 90+1’ | Marcatori | 20’ Thaçi 31’ Potoku 66’ Korenica 90+4’ Krasniqi |

| Arbitro: | Fabio Maresca |

|  |           |           |
|  | Marcatori | 45’ Janga |

| Arbitro: | Luís Godinho |

|                            |           |  |
| Deac 11’ (rig.) Matias 84’ | Marcatori |  |

| Arbitro: | Manuel Schüttengruber |

|           |           |                          |
| Thaçi 36’ | Marcatori | 72’ Arslan 81’ Angielski |

| Arbitro: | Morten Krogh |

|  |           |           |
|  | Marcatori | 75’ Lingr |

| Arbitro: | Rohit Saggi |

|                                    |           |  |
| Yatabaré 22’, 73’ Janga 64’ (aut.) | Marcatori |  |

| Arbitro: | Rade Obrenovič |

|                   |           |                   |
| Goutas 65’ (aut.) | Marcatori | 28’ (rig.) Gradel |

| Arbitro: | Daniel Schlager |

|                   |           |  |
| Adjei-Boateng 17’ | Marcatori |  |

### Gruppo H
| Squadra           | Pt | G | V | N | P | GF | GS | DG |
| ----------------- | -- | - | - | - | - | -- | -- | -- |
| Slovan Bratislava | 11 | 6 | 3 | 2 | 1 | 9  | 7  | +2 |
| Basilea           | 11 | 6 | 3 | 2 | 1 | 11 | 9  | +2 |
| P'yownik          | 6  | 6 | 2 | 0 | 4 | 8  | 9  | -1 |
| Žalgiris          | 5  | 6 | 1 | 2 | 3 | 5  | 8  | -3 |

| Arbitro: | Juan Martínez Munuera |

|                                  |           |            |
| Males 23’ (rig.) Burger 54’, 76’ | Marcatori | 27’ Dašyan |

| Bratislava 8 settembre 2022, ore 21:00 CEST 1ª giornata | Slovan Bratislava | 0 – 0 referto | Žalgiris | Tehelné pole (11 227 spett.)\| Arbitro: \| Rauf Jabarov \| |
| Arbitro:                                                | Rauf Jabarov      |               |          |                                                            |

| Arbitro: | Iwan Griffith |

|  |           |            |
|  | Marcatori | 62’ Zeqiri |

| Arbitro: | Gal Leibovitz |

|                         |           |  |
| Dašyan 35’ Otubanjo 36’ | Marcatori |  |

| Arbitro: | John Beaton |

|                          |           |  |
| Juninho 43’ Otubanjo 61’ | Marcatori |  |

| Arbitro: | Kevin Clancy |

|  |           |                           |
|  | Marcatori | 35’ Pauschek 45+1’ Čavrić |

| Arbitro: | Serhij Bojko |

|                                         |           |                                       |
| Weiss 45+2’ (rig.) Kucka 49’ Čavrić 53’ | Marcatori | 29’ (rig.) Males 65’ Diouf 72’ Zeqiri |

| Arbitro: | Juxhin Xhaja |

|                         |           |                    |
| Ourega 23’ Oliveira 42’ | Marcatori | 78’ (rig.) Özbiliz |

| Arbitro: | Ali Palabıyık |

|                     |           |                  |
| Diouf 1’ Zeqiri 17’ | Marcatori | 42’, 62’ Oyewusi |

| Arbitro: | Manuel Schüttengruber |

|                        |           |                   |
| Kashia 84’ Ramírez 85’ | Marcatori | 64’ (rig.) Cociuc |

| Arbitro: | Luís Godinho |

|              |           |                 |
| Kyeremeh 47’ | Marcatori | 15’, 23’ Čavrić |

| Arbitro: | Horatiu Fesnic |

|             |           |                    |
| Juričić 71’ | Marcatori | 17’ Males 29’ Kade |